# Heath Herring
Heath Herring (Waco, Texas; 2 de marzo de 1978) es un artista marcial mixto estadounidense que compitió en la categoría de peso pesado en Ultimate Fighting Championship. Profesional desde 1997 hasta 2008, Herring también ha competido anteriormente para PRIDE y K-1.

## Carrera en artes marciales mixtas
Antes de firmar con PRIDE, Herring acumuló un récord de 13-5 (11 victorias por sumisión, 1 por nocaut técnico y 1 por descalificación).

### Ultimate Fighting Championship
En su debut en UFC, Herring se enfrentó a Jake O'Brien el 25 de enero de 2007 en UFC Fight Night 8. Herring perdió la pelea por decisión unánime.
Para su segunda combate, Herring se enfrentó a Brad Imes el 7 de abril de 2007 en UFC 69. Herring ganó la pelea por decisión unánime.
Herring se enfrentó a Antônio Rodrigo Nogueira el 7 de julio de 2007 en UFC 73. Herring perdió la pelea por decisión unánime.
El 1 de marzo de 2008, Herring se enfrentó a Cheick Kongo en UFC 82. Herring ganó la pelea por decisión dividida.
Herring se enfrentó a Brock Lesnar el 9 de agosto de 2008 en UFC 87. Herring perdió la pelea por decisión unánime.
En septiembre de 2011, en respuesta a una pregunta hecha a través de Twitter, el presidente de UFC Dana White comentó sobre Herring que "... él se había retirado después de la pelea con Lesnar".

## Vida personal
Herring se casó a la edad de 18 años y tiene una hija, pero actualmente está divorciado. El hermano de Herring también compitió en MMA, acumulando un récord invicto de 5-0 antes de asistir a la Universidad de Baylor para jugar al fútbol como tackle ofensivo. Antes de convertirse en peleador profesional, trabajó como programador informático.

## Campeonatos y logros
- World Vale Tudo Championship
  - Torneo WVTC 9 de Peso Pesado (Ganador)
  - Torneo WVTC 8 de Peso Pesado (Finalista)

## Registro en artes marciales mixtas
| Resultado     | Récord    | Oponente                 | Método                          | Evento                                         | Fecha                    | Ronda | Tiempo | Localización           | Notas                                                                                 |
| ------------- | --------- | ------------------------ | ------------------------------- | ---------------------------------------------- | ------------------------ | ----- | ------ | ---------------------- | ------------------------------------------------------------------------------------- |
| Derrota       | 28–16 (1) | Satoshi Ishii            | Decisión (unánime)              | Rizin FF 5: Sakura                             | 16 de abril de 2017      | 2     | 5:00   | Yokohama               |                                                                                       |
| Derrota       | 28–15 (1) | Amir Aliakbari           | Decisión (unánime)              | Rizin World Grand-Prix 2016: 2nd Round         | 29 de diciembre de 2016  | 2     | 5:00   | Saitama                |                                                                                       |
| Derrota       | 28–14 (1) | Brock Lesnar             | Decisión (unánime)              | UFC 87                                         | 9 de agosto de 2008      | 3     | 5:00   | Minneapolis, Minnesota |                                                                                       |
| Victoria      | 28–13 (1) | Cheick Kongo             | Decisión (dividida)             | UFC 82                                         | 1 de marzo de 2008       | 3     | 5:00   | Columbus, Ohio         |                                                                                       |
| Derrota       | 27–13 (1) | Antônio Rodrigo Nogueira | Decisión (unánime)              | UFC 73                                         | 7 de julio de 2007       | 3     | 5:00   | Sacramento, California |                                                                                       |
| Victoria      | 27–12 (1) | Brad Imes                | Decisión (unánime)              | UFC 69                                         | 7 de abril de 2007       | 3     | 5:00   | Houston, Texas         |                                                                                       |
| Derrota       | 26–12 (1) | Jake O'Brien             | Decisión (unánime)              | UFC Fight Night: Evans vs. Salmon              | 25 de enero de 2007      | 3     | 5:00   | Hollywood, Florida     |                                                                                       |
| Victoria      | 26–11 (1) | Gary Goodridge           | TKO (golpes)                    | Hero's 4                                       | 15 de marzo de 2006      | 2     | 1:55   | Tokio                  |                                                                                       |
| Sin resultado | 25–11 (1) | Yoshihiro Nakao          | Sin resultado                   | K-1 PREMIUM 2005 Dynamite!!                    | 31 de diciembre de 2005  | 1     | 0:00   | Osaka                  | Nakao besó a Herring durante el careo antes del combate y esté lo noqueó de un golpe. |
| Derrota       | 25–11     | Sam Greco                | TKO (lesión en la rodilla)      | Hero's 1                                       | 26 de marzo de 2005      | 1     | 2:24   | Saitama                |                                                                                       |
| Victoria      | 25–10     | Hirotaka Yokoi           | TKO (rodillazos)                | PRIDE 28                                       | 31 de octubre de 2004    | 1     | 1:55   | Saitama                |                                                                                       |
| Derrota       | 24–10     | Antônio Rodrigo Nogueira | Sumisión (anaconda choke)       | PRIDE Critical Countdown 2004                  | 20 de junio de 2004      | 2     | 0:30   | Saitama                |                                                                                       |
| Victoria      | 24–9      | Kazuo Takahashi          | TKO (golpes)                    | PRIDE Total Elimination 2004                   | 25 de abril de 2004      | 1     | 4:53   | Saitama                |                                                                                       |
| Victoria      | 23–9      | Gan McGee                | Decisión (dividida)             | PRIDE 27                                       | 1 de febrero de 2004     | 3     | 5:00   | Osaka                  |                                                                                       |
| Victoria      | 22–9      | Paulo César da Silva     | Sumisión (rear-naked choke)     | PRIDE Shockwave 2003                           | 31 de diciembre de 2003  | 3     | 0:35   | Saitama                |                                                                                       |
| Victoria      | 21–9      | Yoshihisa Yamamoto       | Sumisión (rear-naked choke)     | PRIDE Final Conflict 2003                      | 9 de noviembre de 2003   | 3     | 2:29   | Tokio                  |                                                                                       |
| Derrota       | 20–9      | Mirko Filipović          | TKO (patada al cuerpo y golpes) | PRIDE 26                                       | 8 de junio de 2003       | 1     | 3:17   | Yokohama               |                                                                                       |
| Derrota       | 20–8      | Fedor Emelianenko        | TKO (parada médica)             | PRIDE 23                                       | 24 de noviembre de 2002  | 1     | 10:00  | Tokio                  |                                                                                       |
| Victoria      | 20–7      | Yuriy Kochkine           | TKO (rodillazos)                | PRIDE 22                                       | 29 de septiembre de 2002 | 1     | 7:31   | Nagoya                 |                                                                                       |
| Victoria      | 19–7      | Igor Vovchanchyn         | Decisión (unánime)              | PRIDE 19                                       | 24 de febrero de 2002    | 3     | 5:00   | Saitama                |                                                                                       |
| Derrota       | 18–7      | Antônio Rodrigo Nogueira | Decisión (unánime)              | PRIDE 17                                       | 3 de noviembre de 2001   | 3     | 5:00   | Tokio                  | Por el Campeonato de Peso Pesado de PRIDE.                                            |
| Victoria      | 18–6      | Mark Kerr                | TKO (rodillazos)                | PRIDE 15                                       | 29 de julio de 2001      | 2     | 4:56   | Saitama                |                                                                                       |
| Derrota       | 17–6      | Vitor Belfort            | Decisión (unánime)              | PRIDE 14                                       | 27 de mayo de 2001       | 3     | 5:00   | Yokohama               |                                                                                       |
| Victoria      | 17–5      | Denis Sobolev            | Sumisión (keylock)              | PRIDE 13                                       | 25 de marzo de 2001      | 1     | 0:22   | Saitama                |                                                                                       |
| Victoria      | 16–5      | Enson Inoue              | TKO (rodillazos)                | PRIDE 12                                       | 9 de diciembre de 2000   | 1     | 4:52   | Saitama                |                                                                                       |
| Victoria      | 15–5      | Tom Erikson              | Sumisión (rear-naked choke)     | PRIDE 11                                       | 31 de octubre de 2000    | 1     | 6:17   | Osaka                  |                                                                                       |
| Victoria      | 14–5      | Willie Peeters           | Sumisión (rear-naked choke)     | PRIDE 9                                        | 4 de junio de 2000       | 1     | 0:48   | Nagoya                 |                                                                                       |
| Derrota       | 13–5      | Ramazan Mezhidov         | TKO (corte)                     | IAFC: Pankration World Championship 2000 Day 2 | 29 de abril de 2000      | 1     | 4:55   | Moscú                  |                                                                                       |
| Victoria      | 13–4      | Rene Rooze               | Descalificación (juego sucio)   | 2 Hot 2 Handle 1                               | 5 de marzo de 2000       | 1     | 3:20   | Róterdam               |                                                                                       |
| Victoria      | 12–4      | Bob Schrijber            | TKO (golpes)                    | World Vale Tudo Championship 9                 | 27 de septiembre de 1999 | 1     | 2:19   | Aruba                  | Ganó el Torneo de Peso Pesado WVTC 9.                                                 |
| Victoria      | 11–4      | Sean McCully             | Sumisión (kimura)               | World Vale Tudo Championship 9                 | 27 de septiembre de 1999 | 1     | 0:43   | Aruba                  |                                                                                       |
| Victoria      | 10–4      | Michael Tielrooy         | Sumisión (keylock)              | World Vale Tudo Championship 9                 | 27 de septiembre de 1999 | 1     | 1:14   | Aruba                  |                                                                                       |
| Derrota       | 9–4       | Bobby Hoffman            | Decisión (unánime)              | SuperBrawl 13                                  | 7 de septiembre de 1999  | 2     | 5:00   | Honolulu, Hawái        |                                                                                       |
| Victoria      | 9–3       | Rocky Batastini          | Sumisión (rear-naked choke)     | SuperBrawl 13                                  | 7 de septiembre de 1999  | 1     | 1:00   | Honolulu, Hawái        |                                                                                       |
| Derrota       | 8–3       | Alexandre Ferreira       | Decisión (dividida)             | World Vale Tudo Championship 8                 | 1 de julio de 1999       | 1     | 30:00  | Aruba                  | Perdió el Torneo de Peso Pesado WVTC 8.                                               |
| Victoria      | 8–2       | Kavkaz Sultanmagomedov   | Sumisión (golpes)               | World Vale Tudo Championship 8                 | 1 de julio de 1999       | 1     | 1:18   | Aruba                  |                                                                                       |
| Victoria      | 7–2       | Erwin van den Steen      | Sumisión (golpes)               | World Vale Tudo Championship 8                 | 1 de julio de 1999       | 1     | 4:33   | Aruba                  |                                                                                       |
| Victoria      | 6–2       | Gabe Beauperthy          | Sumisión (armlock)              | Bas Rutten Invitational 3                      | 1 de junio de 1999       | 1     | 4:43   | Colorado               |                                                                                       |
| Victoria      | 5–2       | Hoss Carter              | Sumisión (keylock)              | Bas Rutten Invitational 3                      | 1 de junio de 1999       | 1     | 1:07   | Colorado               |                                                                                       |
| Derrota       | 4–2       | Travis Fulton            | Decisión (unánime)              | Extreme Challenge 24                           | 15 de mayo de 1999       | 1     | 12:00  | Salt Lake City, Utah   |                                                                                       |
| Victoria      | 4–1       | Phil Deason              | Sumisión (keylock)              | WVF: Durango                                   | 17 de abril de 1999      | 1     | 0:13   | Durango, Colorado      |                                                                                       |
| Victoria      | 3–1       | Nik Bickle               | Sumisión (golpes)               | WVF: Durango                                   | 17 de abril de 1999      | 1     | 0:32   | Durango, Colorado      |                                                                                       |
| Victoria      | 2–1       | Evan Tanner              | Sumisión (rear-naked choke)     | PSDA                                           | 22 de noviembre de 1997  | 1     | 8:20   | Texas                  |                                                                                       |
| Derrota       | 1–1       | Evan Tanner              | Sumisión (agotamiento)          | Unified Shoot Wrestling Federation 7           | 18 de octubre de 1997    | 1     | 6:19   | Texas                  |                                                                                       |
| Victoria      | 1–0       | Chris Guillen            | Sumisión (rear-naked choke)     | Unified Shoot Wrestling Federation 4           | 12 de abril de 1997      | 1     | 2:10   | Amarillo, Texas        |                                                                                       |